# Oumar Sène
Oumar Sène (* 23. Oktober 1959 in Dakar) ist ein ehemaliger senegalesischer Fußballspieler. 
Der Mittelfeldspieler wurde in der Saison 1979/80 mit US Gorée Landesmeister seines Heimatlandes und wechselte später zum damaligen französischen Erstligisten Stade Laval, wo er bis 1985 spielte. Anschließend wechselte er zu Paris Saint-Germain, wo er bis zu seinem Karriereende 1992 197 Spiele absolvierte. Außerdem war Sène senegalesischer Nationalspieler. 
Nach seiner Karriere war Sène als Trainer beim französischen Amateurverein FC Étampes tätig, wo er zwischen 2005 und 2007 seinen Sohn Saër Sène (* 4. November 1986), der mittlerweile für die New York Red Bulls in den USA spielt, trainierte.
| Personendaten    | Personendaten                  |
| ---------------- | ------------------------------ |
| NAME             | Sène, Oumar                    |
| KURZBESCHREIBUNG | senegalesischer Fußballspieler |
| GEBURTSDATUM     | 23. Oktober 1959               |
| GEBURTSORT       | Dakar, Senegal                 |